# Fulgurofusus brayi
Fulgurofusus brayi is een slakkensoort uit de familie van de Turbinellidae. De wetenschappelijke naam van de soort is voor het eerst geldig gepubliceerd in 1959 door Clench.